# Парко Принчипи (Бари)
Парко Принчипи (итал. Parco Principi) је насеље у Италији у округу Бари, региону Апулија.
Према процени из 2011. у насељу је живело 589 становника. Насеље се налази на надморској висини од 178 м.